# 위드윈인베스트먼트
주식회사 위드윈인베스트먼트(영어: Widwin Invest)는 대한한국의 벤처캐피탈로, 주로 금융 및 기업투자 분야에서 활동하고 있다.

## 역사
2008년 1월에 설립되었으며 창업자이자 최대주주는 안성민으로, 그는 씨티은행, 장은증권, 우리투자증권에서 근무한 경력을 가지고 있다.

## 논란
2019년 한도를 초과해 대주주 신용공여를 취급하고, 관련 절차도 준수하지 않아 금융감독원이 기관주의와 과징금 4억 7,900만원·과태료 5,050만원, 관련 임원 1명 주의적 경고, 임원2명 주의 등의 징계를 적이 있다.